# Хэпгуд, Изабель
Изабе́ль Фло́ренс Хэпгуд (англ. Isabel Florence Hapgood; 21 ноября 1851, Бостон, Массачусетс — 26 июня 1928, Нью-Йорк, Нью-Йорк) — американская экуменистка, писательница и переводчица, в частности — русских и французских текстов.

## Юность
Изабель Флоренс Хэпгуд родилась 21 ноября 1851 года в Бостоне, штат Массачусетс, в семье Асы Хэпгуда и Лидии Анны Бронсон Кроссли. У неё были брат-близнец Аса Густавус, выпускник Гарвардского университета, занявшийся бизнесом по производству бумаги, и младший брат Уильям Фрэнк, который стал патентным поверенным. Аса Хэпгуд-старший был изобретателем; его семья имела английское и шотландское происхождение и жила в Массачусетсе, недалеко от Вустера, начиная с XVII века. Дед Хэпгуд по материнской линии эмигрировал в США из Англии и владел фермой в Мейсон Каунти, штат Кентукки. В 1863—1865 годах Изабель училась в вустеровском Энциклопедическиом институте, а затем перешла в Школу мисс Портер в Фармингтоне, штат Коннектикут. Занятия она завершила в 1868 году, когда умер её отец. Хэпгуд показала значительные языковые способности, овладев многими романскими и германскими, а также славянскими языками, включая русский, польский и церковно-славянский.

## Карьера
Хэпгуд стала ведущим переводчиком французской и русской литературы, а также одной из ключевых фигур в диалоге между западным христианством и православием. Она помогла Гарвардскому профессору Франсису Джеймсу Чайлду с его многотомным трудом, «Балладами Чайлда», которые начали издаваться в 1882 году. В 1885 году Хэпгуд опубликовала свои собственные эпические песни России. В следующем году она выпустила переводы Льва Толстого «Детство. Отрочество. Юность» и Николая Гоголя: «Тарас Бульба» и «Мёртвые души». В 1887 году начали издаваться её переводы главных произведений Виктора Гюго, познакомившие американскую аудиторию с крупным французским автором.
Хэпгуд особенно интересовалась русским языком и наняла русскоязычную даму, чтобы та помогла ей достичь беглости в разговорной речи. С 1887 по 1889 год она и её овдовевшая мать путешествовали по России, где Хэпгуд также встречалась с деятелями культуры и представителями высшего духовенства, в частности с обер-прокурором Святейшего синода Константином Победоносцевым. После этой поездки Хэпгуд начала путешествовать по России ежегодно. Во время своей первой поездки она провела несколько недель с писателем Львом Толстым в Ясной Поляне и продолжила публиковать переводы его произведений. В 1891 году журнал The Atlantic выпустил пространную статью Хэпгуд, детализирующую её наблюдения за Толстым как за человеком, пытавшимся прожить идеальную жизнь.
В течение 22 лет Хэпгуд сотрудничала с New York Evening Post и The Nation как журналистка, иностранная корреспондентка и автор редакционных статей. В 1893 году она написала рецензию на книгу Кэт Марсден, которая запечатлела своё путешествие по России в поисках лекарства от проказы. В Королевском географическом обществе Марсден похвалили, но Хэпгуд не оценила её усилий: она разнесла работу в пух и прах и назвала Марсден «авантюристкой», раздувшей «чрезмерную шумиху» вокруг «66 прокажённых». По предположению исследователей, Хэпгуд могла быть недовольна, что Марсден писала о «её» стране, а также могла невзлюбить ту из-за дурных слухов, почерпнутых в России.
Многие писатели, чьи произведения переводила Хэпгуд, были людьми сильных религиозных убеждений. Сама Хэпгуд на протяжении всей жизни была набожным членом Епископальной церкви.
Особо впечатлённая русской православной литургией и хоровым пением, Хэпгуд хотела перевести их для американской аудитории. Она помогла организовать церковный хор Свято-Николаевского собора в Нью-Йорке; в 1914 году коллектив пригласили выступить перед президентом Вудро Вильсоном в Белом доме. Тихон, тогда архиепископ Аляски и Алеутских островов, поддерживал её усилия и стал её другом. Преемник Тихона после его возвращения в Россию и продвижения по службе, архиепископ Николай, содействовал Хэпгуд и снабдил её полным комплектом церковнославянских текстов. Первое издание её перевода появилось в 1906 году под названием Service Book (с англ. — «Молитвенник»). В 1916—1917 годах Хэпгуд была в гостях у Тихона, который стал патриархом Московским; она занималась редактированием второго издания книги во время своей поездки в Москву, когда вспыхнула революция. Хэпгуд стала автором одного из первых отчётов о казни семьи Романовых. Она бежала при помощи американского консула и вернулась в США. Поскольку патриарх Тихон был под домашним арестом, второе издание не было опубликовано вплоть до 1922 года, притом оно содержало одобрение Тихона от 3 ноября 1921 года. За одиннадцать лет работы Хэпгуд получила 500 долларов гонорара. Книга снискала благоприятные отзывы от рецензентов православной и англиканской церквей; несколько изданий были выпущены также другими православными конфессиями, в том числе Сирийской православной церковью, — уже посмертно.
Кроме того, Хэпгуд собирала материал для книги об истории русской церковной музыки, но рукопись не была опубликована и, возможно, не существовала.

## Смерть и наследие
Изабель Хэпгуд умерла в Нью-Йорке от рака 26 июня 1928 года. Её останки доставили и похоронили на семейном участке в Вустере, штат Массачусетс. В литургическом календаре Епископальной церкви США память выдающейся переводчицы и экуменистки ежегодно отмечается 26 июня. Её письма, документы и фотографии хранятся в собрании рукописей Нью-Йоркской публичной библиотеки.
Несмотря на увещания графа Толстого, что она должна выйти замуж, Хэпгуд так и не вступила в брак и не имела детей.

## Собственные произведения
- «Эпические песни России» (The Epic Songs of Russia, 1886) (новая редакция с предисловием профессора J. W. Macktail, 1915)
- «Граф Толстой и общественная цензура» (Count Tolstoi and the Public Censor, 1887)[21]
- «Известные женщины: Соня Ковалевская» (Notable Women: Sonya Kovalevsky)[22], в журнале The Century Magazine (1895)
- «Русские прогулки» (Russian Rambles, 1895)[23]
- «Обзор русской литературы» (A Survey of Russian Literature, 1902)[24]
- «Малороссийские и петербургские сказки» (Little Russian and St. Petersburg Tales, дата неизвестна)
- «Смерть и похороны Святого Рафаэля» (The Death and Funeral of St. Raphael)[25], «Нью-Йорк трибюн» (8 марта 1915)

## Переводы
- Childhood, Boyhood, Youth (1888), and Sevastopol (1888)[26] by Leo Tolstoy
- The Kreutzer Sonata[27] (1890) by Leo Tolstoy
- On Labor and Luxury[28], On the Significance of Science and Art[29], Article on the Census in Moscow[30], Thoughts Evoked by the Census of Moscow[31] and What to Do?[32][33] by Leo Tolstoy
- Dead Souls, Old-Fashioned Farmers[34], St. John’s Eve[35], Taras Bulba, The Cloak, The Portrait, and The Tale of How Ivan Ivanovitch Quarrelled with Ivan Nikiforovitch by Nikolai Gogol
- Les Misérables (1887), Notre Dame de Paris[36] (1888), and Toilers of the Sea (1888) by Victor Hugo
- Recollections and Letters (1892) by Ernest Renan
- The Revolution of France Under the Third Republic (1897)[37] by Pierre de Coubertin
- Foma Gordyeef (1901) and Orloff and His Wife (1901) by Maksim Gorky
- The Brothers Karamazov (1905) by Fyodor Dostoevsky
- The Seagull (1905) by Anton Chekhov
- The Gospel in Brief (2008, new edition 2010) by Leo Tolstoy
- Service Book of the Holy Orthodox-Catholic (Greco-Russian) Church (1906)[38][39] (republished 1922)[40]
- The Village (1923) by Ivan Bunin
- Cuore (Heart): An Italian Schoolboy’s Journal by Edmondo De Amicis[41]
- The Diary of a Superfluous Man and Other Stories[42], A Reckless Character, and Other Stories[43] and A Nobleman’s Nest[44] by Ivan Turgenev